# Bagnisimitrula saccardoa
Bagnisimitrula saccardoa är en svampart som först beskrevs av Bagnis, och fick sitt nu gällande namn av Sanshi Imai 1942. Bagnisimitrula saccardoa ingår i släktet Bagnisimitrula, ordningen disksvampar, klassen Leotiomycetes, divisionen sporsäcksvampar och riket svampar.   Inga underarter finns listade i Catalogue of Life.